# Gladiatori Sanniti
Gladiatori Sanniti Associazione Sportiva Dilettantistica fu un club italiano di rugby a 15 basato a Benevento, ma rappresentante tutta l'area del Sannio.
Nata il 4 giugno 2009 per aggregazione di 8 club del Beneventano, disputò tre campionati di serie A2 senza mai sollevarsi dalle posizioni di coda e finendo, in un'occasione, ripescata dopo una retrocessione.
Nel 2012, dopo la seconda retrocessione consecutiva, il club rinunciò alla disputa del campionato e si sciolse.
I suoi colori sociali erano il rosso cremisi e il giallo oro e l'impianto degli incontri interni era il Pacevecchia di Benevento.

## Storia
L'idea di una società unica strutturata come una sorta di franchise era nata tra i presidenti dei club suoi costituenti intorno alla fine del 2007, i quali volevano realizzare una «sintesi» delle forze rugbistiche del territorio nonché fornire alle giovani leve native di Benevento e dintorni una vetrina che non li obbligasse a emigrare altrove per disputare un campionato di alto livello.
Il 4 giugno 2009, a Benevento, si costituì formalmente la società dei Gladiatori Sanniti, paritariamente formata per aggregazione di otto società rappresentate dai loro presidenti:
- Rugby San Giorgio del Sannio
- Unione Rugby Sannio e
Unione Rugby Sannio Junior (San Giorgio del Sannio)
- Polisportiva Libertà (Benevento)
- Rugby IV Circolo Benevento
- Le Streghe Rugby (Benevento)
- Junior Rugby (Benevento)
- U.S. Rugby Benevento

e acquisizione del titolo sportivo da parte di detto ultimo club, all'epoca della fondazione militante in serie A.
Il Rugby Benevento fornì anche sede sociale e campo di gioco, lo stadio Pacevecchia.
Il primo torneo del nuovo club, la serie A2 2009-10, si concluse con un decimo posto finale che significò un'agevole salvezza, ma già dopo un anno dalla fondazione il Rugby Benevento si trovò solo a sostenere la franchise per abbandono degli altri sette club; nella stagione successiva di serie A2 giunse di nuovo un decimo posto che valse lo spareggio contro Badia che vinse il doppio confronto e costrinse il club campano alla retrocessione, alla quale tuttavia sfuggì per ripescaggio.
Anche la terza e, in retrospettiva, ultima, stagione del club fu una retrocessione: la squadra terminò all'ultimo posto di serie A2, retrocedendo direttamente in B senza spareggi.
La F.I.R. assegnò i Gladiatori al girone 4 della serie B 2012-13: tuttavia, il 9 agosto 2012, la FIR ufficializzò la presa d'atto dei Gladiatori Sanniti di rinunciare al campionato, lasciando via libera al ripescaggio degli Amatori Messina.
In 3 campionati (66 incontri di stagione regolare più due di spareggio) i Gladiatori riportarono 14 vittorie, di cui una nei play-out, e 54 sconfitte con un saldo negativo medio tra punti fatti e subiti di 254 a campionato e 11,2 a incontro.

## Cronologia
| Cronistoria dei Gladiatori Sanniti |
| --- |
| - 2009 · 4 giugno, nascita dei Gladiatori Sanniti A.S.D. per fusione di 8 società e assorbimento del titolo sportivo del Benevento - 2009-10 · 10º serie A2 - 2010-11 · 10º serie A2 Sconfitta spareggio retrocessione Retrocessione serie B Ripescaggio in serie A2 - 2011-12 · 12º serie A2 Retrocessione serie B - 2012-13 · Assegnazione al girone 4 serie B - 2012 · 9 agosto, la società comunica la rinuncia al campionato di serie B |

## Colori sociali, simboli e impianto
I colori sociali assunti dalla squadra furono il giallo oro e il rosso, che fanno anche parte dello stemma cittadino di Benevento.
L'impianto fu messo a disposizione dall'U.S. Rugby Benevento, il comunale Pacevecchia, costruito nel 1982, capace di 4 000 posti di cui circa tre quarti coperti.